# Elecciones estatales de Coahuila de 1981
Las elecciones estatales de Coahuila de 1981 se llevaron a cabo el domingo 27 de septiembre de 1981, y en ellas se renovaron los siguientes cargos de elección popular en el estado mexicano de Coahuila:
- Gobernador de Coahuila. Titular del Poder Ejecutivo del estado, electo para un periodo de seis años no reelegibles en ningún caso, el candidato electo fue José de las Fuentes Rodríguez.
- 38 ayuntamientos. Compuestos por un Presidente Municipal y regidores, electos para un periodo de tres años no reelegibles para el periodo inmediato.
- 20 Diputados al Congreso del Estado. Electos por mayoría relativa en cada uno de los Distrito Electorales.

## Resultados electorales

### Gobernador
|  | 16.3 % |

|  | 80.7 % |

|  | 0.5 % |

|  | 0.8 % |

|  | 0.9 % |

|  | 100.00 % |

### Municipios
| Partido/Alianza                               | Partido/Alianza                             | Municipios |
| --------------------------------------------- | ------------------------------------------- | ---------- |
|                                               | Partido Acción Nacional                     | 1          |
|                                               | Partido Revolucionario Institucional        | 37         |
|                                               | Partido Auténtico de la Revolución Mexicana | 0          |
|                                               | Partido Comunista Mexicano                  | 0          |
|                                               | Partido Demócrata Mexicano                  | 0          |
|                                               | Partido Popular Socialista                  | 0          |
|                                               | Partido Socialista de los Trabajadores      | 0          |
| Fuente: Instituto de Mercadotecnia y Opinión. |                                             |            |

#### Municipio de Saltillo
- Mario Eulalio Gutiérrez Talamás  Hecho

#### Municipio de Torreón
- Braulio Manuel Fernández Aguirre  Hecho

#### Municipio de Nueva Rosita
- Julián Muñoz Uresti  Hecho

#### Municipio de Ciudad Acuña
- Jesús María Ramón Valdés  Hecho

### Diputados
| Partido/Alianza                               | Partido/Alianza                             | Distritos |
| --------------------------------------------- | ------------------------------------------- | --------- |
|                                               | Partido Acción Nacional                     | 0         |
|                                               | Partido Revolucionario Institucional        | 20        |
|                                               | Partido Auténtico de la Revolución Mexicana | 0         |
|                                               | Partido Comunista Mexicano                  | 0         |
|                                               | Partido Demócrata Mexicano                  | 0         |
|                                               | Partido Popular Socialista                  | 0         |
|                                               | Partido Socialista de los Trabajadores      | 0         |
| Fuente: Instituto de Mercadotecnia y Opinión. |                                             |           |